# Charles Ford
Pour les articles homonymes, voir Ford (homonymie).
Charles Ford est un écrivain franco-belge, historien du cinéma, journaliste, producteur de radio et de télévision, né à Anvers le 14 mai 1908 et mort à Paris 13e le 4 décembre 1989.

## Biographie
Charles Marie Joseph Ford naît à Anvers en Belgique le 14 mai 1908.
On doit notamment à Charles Ford de nombreux ouvrages sur le cinéma et les cinéastes, comme Histoire encyclopédique du cinéma (avec René Jeanne, 1947), Histoire populaire du cinéma (1955), Histoire illustrée du cinéma (avec René Jeanne, 1966), Femmes cinéastes ou le triomphe de la volonté (1972), Dictionnaire des cinéastes contemporains (1974), Histoire moderne du cinéma (1987).
L’Académie française lui décerne le prix Juteau-Duvigneaux en 1954 pour son ouvrage Le cinéma au service de la foi.
Et avec René Jeanne, il reçoit le prix Marie-Eugène-Simon-Henri-Martin de la même Académie française en 1970 pour leur ouvrage Paris vu par le Cinéma.
Il est également l'auteur d'une biographie de la cinéaste allemande Leni Riefenstahl.
Charles Ford réalise l'émission Cinquante ans de cinéma aux armées  . Il écrit aussi des articles dans différents magazines, telles que Cols Bleus 
Il était membre du jury présidé par le cinéaste américain Robert Aldrich à la Berlinale 1959.
Rappelant que Charles Ford était un « homme de droite et ne s'en cachait pas », Marcel Martin écrit : « Habité par le démon de la chasse aux sorcières à l'époque de la guerre froide, il avait subodoré des relents de subversion communiste dans l'activité de certaines organisations professionnelles comme l'Association de la critique, un temps présidée par Georges Sadoul, et la FIPRESCI, contre laquelle il avait fondé une concurrente fantomatique, l'Unicrit ».